# Ayla Hallberg Hossain
Ayla Hallberg Hossain, född 23 december 2006, är en svensk friidrottare som bland annat tävlar i längdhopp. Hon tävlar för Turebergs FK.

## Karriär
Hallberg Hossain började med friidrott som sjuåring. Som tolvåring slog hon världsrekord i höjdhopp för sin åldersgrupp.
I februari 2022 tävlade Hallberg Hossain som 15-åring vid sitt första inomhus-SM och tog då brons i längdhopp samt slutade på femte plats på 200 meter. I juli 2022 vid U18-EM i Jerusalem tog hon guld och satte ett nytt mästerskapsrekord samt personbästa i längdhopp efter ett hopp på 6,39 meter. I augusti 2023 slutade Hallberg Hossain på fjärde plats i längdhopp vid U20-EM i Jerusalem med ett hopp på personbästat 6,50 meter. I augusti 2024 slutade hon på tionde plats i längdhopp vid U20-VM i Lima med ett hopp på 6,01 meter.
I augusti 2025 blev Hallberg Hossain svensk mästare i längdhopp efter ett hopp på 6,56 meter. Samma månad slutade hon på fjärde plats vid U20-EM i Tammerfors med ett hopp på 6,37 meter, samma längd som bronsmedaljören Diana Myrosjnitjenko men med ett sämre andrahopp.

## Personliga rekord
| Utomhus - 100 meter – 11,72 s (Södertälje, 6 juni 2024) - 200 meter – 24,12 s (Sollentuna, 4 augusti 2024) - Längdhopp – 6,57 m (Uppsala, 26 juli 2025) | Inomhus - 60 meter – 7,44 s (Stockholm, 18 januari 2025) - 200 meter – 24,00 s (Uppsala, 26 januari 2025) - Längdhopp – 6,40 m (Växjö, 26 februari 2022) |